# Saljut 4
| Saljut 4                  | Saljut 4                               |
| ------------------------- | -------------------------------------- |
| Zeichnung der Raumstation |                                        |
| Einsatzdaten              |                                        |
| Start:                    | 26. Dezember 1974, 04:19 UTC, Baikonur |
| Wiedereintritt:           | 2. Februar 1977, 22:00 UTC             |
| NSSDC ID:                 | 1974-104A                              |
| Besatzungen:              | 2                                      |
| Bemannt im Orbit:         | 92 Tage                                |
| Insgesamt im Orbit:       | 769 Tage, 17 Stunden                   |
| Erdumkreisungen:          | 12187                                  |
| Apogäum:                  | 219 km                                 |
| Perigäum:                 | 168 km                                 |
| Umlaufzeit:               | 89,1 min                               |
| Bahnneigung:              | 51,6°                                  |
| Gesamtmasse:              | 18.500 kg                              |
|                           |                                        |

Saljut 4 (russisch Салют-4 „Salut“) war eine sowjetische Raumstation innerhalb des zivilen Programms Saljut, die am 26. Dezember 1974 von einer Proton-K-Rakete  in eine Erdumlaufbahn gebracht wurde. Sie verglühte am 2. Februar 1977 beim Wiedereintritt in die Erdatmosphäre. Während ihrer Betriebszeit wurde sie mit zwei Besatzungen bemannt: zuerst durch Alexei Gubarew und Georgi Gretschko mit dem Raumschiff Sojus 17, danach durch Pjotr Klimuk und Witali Sewastjanow mit Sojus 18. Ein weiterer Besuch erfolgte mit dem unbemannten Raumschiff Sojus 20.

## Technische Daten
- Länge: 15,8 m
- Durchmesser: max. 4,15 m
- Bewohnbarer Raum: 90 m³
- Masse bei Abflug: 18.900 kg[1]
- Fläche der Solarzellen: 60 m²
- Anzahl der Solarzellen: 3
- Elektrische Leistung: 4 kW
- Anzahl der Kopplungsadapter: 1

## Forschungsapparaturen
Insgesamt befanden sich etwa 2 t Forschungsapparate an Bord, unter anderem:
- das 25 cm Sonnenteleskop OST-1[4] (russisch ОСТ-1) (eine Entwicklung des Krim-Observatoriums)
- das Reflexionsspektrometer KDS-3 (russisch КДС-3)
- das Merkwerk für leichte Atomkerne SILJA-4 (russisch СИЛЯ-4),
- das Sonnenspektrometer KSS-2[5] (russisch КСС-4)
- das Infrarotteleskop ITS-P (russisch ИТЫ-П)
- das Erfassungsgerät für Meteorstoff MMK-1 russisch ММК-1 und neutrale Teilchen „Rjabina“ (russisch Рябина „Vogelbeere“)
- das Massenspektrometer „Spektr“ (russisch Спектр „Spektrum“),
- der Temperatursensor für die äußere Erdatmosphäre „Emissija“ (russisch Эмиссия „Emission“)
- die Erdbeobachtungsgeräte KATE-140 (russisch КАТЭ-140 „Emission“, KATE-500 (russisch КАТЭ-500), BA-SK (russisch БА-ЗК))
- das Telefotometer „Mikron“ (russisch Микрон „Mikron“),
- weitere Geräte für medizinische und technologische Experimente